# Horkýže slíže
Horkýže Slíže is een Slowaakse rockformatie begonnen in Nitra in 1992. Ze hebben twee keer de platina status weten te bereiken. Het grootste deel van de teksten is in het Slowaaks, maar ook het Duits, Engels, Spaans en Russisch komen aan bod.

## Bandleden

### Huidige bandleden
- Peter 'Kuko' Hrviňák - basgitaar, zang
- Marián 'Sabotér' Sabo - gitaar
- Juraj 'Štefko' Štefánik - gitaar
- Marek 'Vandel' Virsík - drums

### Oud Bandleden
- Martin 'Košo' Košovan - drums (tot 2002)
- Martin 'Apíčko' Žiak - basgitaar (zat slechts een paar maanden in de band vanaf september 1993)
- Noro Ivančík - basgitaar (zat slechts drie maanden in de band vanaf maart 1994)

## Discografie
Studioalbums
- V rámci oného (1996)
- Vo štvorici po opici (1998)
- Ja chaču tebja (2000)
- Festival Chorobná 2001 (2001)
- Best uff (2001)
- Kýže Sliz (2002)
- Alibaba a 40 krátkych songov (2003)
- Ritero Xaperle Bax (2004)
- Živák-CD (2005)
- Ukáž tú tvoju zoo (2007)
- 54 dole hlavou (2009)
- St. Mary Huana Ganja (2012)

DVD
- Živák-DVD (2005)